# Mileva Marić
Mileva Marić (alfabeto cirílico serbio: Милева Марић), también conocida como Mileva Einstein (Titel, 19 de diciembre de 1875-Zúrich, 4 de agosto de 1948), fue una física y matemática serbia. Fue colega y la primera esposa de Albert Einstein de 1903 a 1919. También fue la única mujer entre los compañeros de estudios de Einstein en la Escuela Politécnica Federal de Zúrich y la segunda mujer en terminar un programa completo de estudios en el Departamento de Matemáticas y Física.
Marić y Einstein fueron colaboradores y amantes, y antes de casarse tuvieron una hija, Lieserl, en 1902, cuyo destino se desconoce. Más tarde tuvieron otros dos hijos, Hans Albert en 1904 y Eduard en 1910.
Cuando se separaron en 1914, Marić se llevó a los niños y regresó a Zúrich desde Berlín, donde se habían mudado ese mismo año. Se divorciaron en 1919; y en ese año Einstein se volvió a casar. Cuando él recibió el Premio Nobel en 1921, transfirió el dinero a Marić, quien principalmente lo usó para mantener a sus hijos; y tenía acceso a los intereses. En 1930, su segundo hijo, Eduard, sufrió una crisis nerviosa con 20 años y fue diagnosticado con esquizofrenia. Con los gastos aumentando por la atención institucional, Marić vendió dos de las tres casas que ella y Einstein habían comprado. Einstein hizo contribuciones regulares para el cuidado de sus hijos, que mantuvo después de emigrar a los Estados Unidos con su segunda esposa (Elsa, su prima hermana).
En la actualidad, se ha abierto la posibilidad de que Mileva Máric hubiera contribuido en los artículos científicos de 1905 de Albert Einstein, llamado popularmente su año maravilloso. Esta polémica ha llegado a medios de prensa no especializados. Sin embargo, algunos investigadores señalan que no existe evidencia al respecto.. Si bien, el hecho de que Einstein enviara el dinero del Nobel a Mileva, sus trabajos en la carrera hayan desaparecido, parte de la correspondencia que mantuvieron censurada, que ambos en correspondencia con otras personas hablaran de "nuestro trabajo", o que una mente como la de Einstein no experimentara ningún otro 1905 (año maravilloso) después de su divorcio, plantea serias dudas.

## Biografía
Mileva Marić nació en Titel, en la provincia de Vojvodina, entonces parte del Imperio austrohúngaro (actualmente en Serbia), en el seno de una acomodada familia que procedía del sur de Serbia. Sus padres, Marija Ruzić y Miloš Marić, un adinerado y respetado miembro de su comunidad, tuvieron otros dos hijos: Zorka y Miloš Jr. Desde pequeña destacó por su inteligencia y su interés por la música, la pintura, la física y las matemáticas.
Estudió en el colegio para niñas de Novi Sad. Para poder continuar sus estudios de educación secundaria y después matricularse en la universidad, su padre solicitó un permiso especial: a las chicas no se les permitía asistir a las clases de este nivel educativo, ya que estaban reservadas para el sexo masculino.
A partir de 1888 estudió en el instituto secundario de Sremska Mitrovica, que contaba con un excelente laboratorio de Física y Química (Trbuhovic-Gjuric 1983), donde se graduó en 1890 obteniendo la máxima calificación en matemáticas y física (Krstic, 1891). Fue aceptada como estudiante en el Colegio Real de Zagreb, con un permiso especial para asistir a las clases de física, lo cual estaba reservado a los varones (Trbuhovic-Gjuric, 1883; Krstic, 1891). En 1896 ingresó en el Instituto Politécnico de Zúrich, donde estudió medicina durante un semestre, siendo la única mujer estudiante en su clase y la quinta en uno de los pocos centros de enseñanza superior que admitía mujeres. Allí comenzó sus estudios de matemáticas y física, en una clase donde era la única mujer en un grupo de seis estudiantes. Ahí es donde conoció a Einstein, quien comenzaba sus estudios ese mismo año, y rápidamente se convirtieron en buenos amigos. En 1897 estudió un semestre en la Universidad de Heidelberg, Alemania, donde recibió clases de Philipp Lenard sobre la teoría de números, cálculo diferencial e integral, funciones elípticas, teoría del calor y electrodinámica.
Se presentó a los exámenes intermedios del diploma en 1899, un año después que el resto de estudiantes de su grupo. Su nota media fue un 5.05 (escala 1-6), situándola quinta de los seis estudiantes que se examinaron ese año (Einstein había obtenido la calificación más alta de su curso el año anterior con una media de 5.7). La nota de Marić en física fue un 5.5, la misma que Einstein. En 1900 suspendió los exámenes finales para el diploma de enseñanza con una media de 4, habiendo obtenido solamente un 2.5 en la parte de matemáticas (teoría de funciones). 
En 1901 se enteró de que estaba embarazada mientras preparaba el examen de licenciatura y estaba al inicio de su tesis doctoral. En 1903 se casó con Albert Einstein y se fue a vivir con él a Berna, donde este había conseguido trabajo en la oficina de Patentes de la ciudad. Prosiguieron sus estudios e investigaciones juntos. 
En 1905 fueron publicados en la revista científica Alemania los trabajos por los que Einstein recibió el Premio Nobel. Estos artículos están dedicados a los átomos y moléculas, a los "cuantos" y a la teoría de la relatividad. 
En 1914 Marić y sus hijos se fueron a vivir a Berlín con Einstein. Ese mismo año Marić y los niños regresaron a Zúrich, mientras Einstein se quedó en Berlín al lado de Elsa Löwenthal, quien se convertiría en su segunda esposa. 
El divorcio de Marić y Einstein se formalizó en 1919 y en los acuerdos se establecía que si ganaba el Premio Nobel, –que ganó en 1921–, el dinero fuera transferido a Marić. 
En 1929 le diagnosticaron esquizofrenia a su hijo menor, Eduard, quien murió en 1965 en el centro Psiquiátrico Burghölzli de Zúrich. En su esquela "Eduard Einstein. Hijo del fallecido profesor Einstein" no apareció el nombre de su madre. Los continuos brotes psicóticos que sufría su hijo, Eduard, provocaron en Marić una gran crisis nerviosa, llevándole a ser ingresada en el hospital con carácter urgente, sufriendo varias embolias. Marić falleció en el hospital de Zúrich el 7 de agosto de 1948 (a los 72 años) de una embolia y fue enterrada en el cementerio de Friedhof Nordheim como Mileva Maria Einstein.

## Marić - Einstein
Mileva Marić y Albert Einstein iniciaron una relación sentimental con la oposición de la madre de Einstein ya que Marić era cuatro años mayor. 
Marić se quedó embarazada en 1901 sin estar casados, después de una escapada romántica al lago de Como, en Italia. Esto provocó una situación social complicada que le llevó a abandonar sus estudios a pesar de que solo le faltaba superar el examen final de su doctorado.
Dio a luz en enero de 1902 a Lieserl Einstein, la cual se cree falleció de escarlatina al año de nacer, aunque otras teorías especulan que fue dada en adopción. Einstein y Marić se casaron el 6 de enero de 1903 en Berna, tras finalizar él sus estudios. Allí Einstein había encontrado un puesto en la Oficina Federal de la Propiedad Intelectual. Ya dentro de su matrimonio nació en 1904 Hans Albert Einstein, quien luego sería profesor de Ingeniería Hidráulica en la Universidad de California en Berkeley (California). Cinco años más tarde, en 1910 Marić dio a luz a su segundo hijo en Zúrich, Eduard Einstein, que nació enfermo y requirió cuidados especiales, de los que su madre se hizo cargo, lo que aparentemente produjo un alejamiento entre la pareja. En 1911 toda la familia se trasladó a Praga, donde a Albert le habían ofrecido un puesto de profesor, pero regresaron nuevamente a Zúrich cuatro meses más tarde. 
Albert inició una relación extramatrimonial con su prima Elsa Löwenthal, que vivía en Berlín, con la que mantuvo correspondencia en secreto durante dos años. A pesar de su fuerte oposición, Marić fue obligada por su marido a mudarse a Berlín, donde se trasladó toda la familia. El matrimonio ya estaba muy deteriorado, y Einstein le impuso por escrito a Marić unas duras “normas de convivencia”, que ella tenía que cumplir.

A. Tendrás que encargarte de que: 1. Mi ropa esté siempre en orden. 2. Se me sirvan tres comidas diarias en mi cuarto. 3. Mi dormitorio y mi estudio estén siempre en orden y de que nadie toque mi escritorio.
B. Debes renunciar a todo tipo de relaciones personales conmigo, con excepción de aquellas requeridas para el mantenimiento de las apariencias sociales. No debes pedir que: 1. Me siente contigo en casa. 2. Salga contigo o te lleve de viaje. 
C. Debes comprometerte explícitamente a observar los siguientes puntos: 1. No debes esperar afecto de mi parte y no me reprocharás por ello. 2. Debes responder inmediatamente cuando te dirija la palabra. 3. Debes abandonar mi dormitorio y mi estudio en el acto. 4. Prometerás no denigrarme cuando así te lo demande yo ante mis hijos, ya sea de palabra o de obra.

En julio de 1914, a causa de la I Guerra Mundial, el matrimonio se separó, volviendo Marić a Suiza con sus hijos, mientras Einstein permanecía en Berlín. Marić comenzó a dar clases de música y matemáticas para poder alquilar un piso. En 1916, Albert le pidió el divorcio, que no tendría lugar hasta 1919. En ese mismo año él se casó con su prima Elsa. Antes de esto Marić y Einstein habían firmado una cláusula en la que él se comprometió a ceder parte de la dotación económica del Premio Nobel de Física a Marić, en caso de serle concedido, acontecimiento que sucedió en 1921. Marić agotó el dinero en atención médica para su hijo Eduard, quien padecía esquizofrenia y quien no fue diagnosticado hasta 1930.

## Marić y la teoría de la relatividad
Mileva Marić era una desconocida para el mundo de la ciencia y la historia general, hasta que salió a la luz como resultado de la publicación, en 1987, de las cartas que ella y Einstein se intercambiaron durante su noviazgo entre 1897 y 1902. 
"La polémica sobre la posible coautoría Einstein-Marić se inició en el Simposium sobre "el joven Einstein" organizado por la Asociación Americana para el Avance de la Ciencia (A.A.A.S.) en 1990. En este Simposium afloró la potencial contribución de ésta en los primeros trabajos publicados por Einstein, en los que estaba incluida la teoría de la relatividad, lo que originó un debate que todavía sigue activo. Fue esta una salida a la luz pública llena de sorpresas y envuelta en una apasionada polémica. Hasta entonces, la existencia de Mileva Marić, que se casó con Einstein en 1903, había sido ignorada por la historia de la ciencia oficial, a pesar de que existía una biografía suya escrita por Desanka Trbuhovic-Gjuric."
Actualmente se discute si Marić fue víctima del efecto Matilda y Albert Einstein tomó ideas matemáticas entre otras sin darle reconocimiento.
Tras quedar embarazada subordinó sus aspiraciones científicas al matrimonio, a la maternidad y a "ayudar" a su marido con las investigaciones que culminaron en los archiconocidos "artículos del annus mirabilis” de 1905, sobre el efecto fotoeléctrico, el movimiento browniano y la teoría especial de la relatividad. A principios de este mismo año, Marić escribió a una amiga: “Hace poco hemos terminado un trabajo muy importante que hará mundialmente famoso a mi marido”.
Según Evans Harris, “la teoría de la relatividad comenzó con la tesis que Marić escribió y presentó a la supervisión del profesor Weber, cuando estudiaba en la Escuela Politécnica de Zúrich, cuya memoria se ha perdido". El efecto fotoeléctrico tiene su origen en los trabajos de Marić cuando estudiaba en Heidelberg con el profesor Lenard, al cual posteriormente le fue concedido el Premio Nobel de Física, por sus investigaciones de los rayos catódicos. En cambio, la teoría del movimiento browniano es producto del pensamiento de Einstein y de su interés por la termodinámica. Marić contribuyó al mismo con el trabajo matemático, describiendo el movimiento desordenado de las moléculas”.
Una parte del debate sobre la colaboración entre los dos se basa en sus interacciones. El hermano de Marić y otros familiares declararon ver a ella y su marido hablar sobre física cuando estaban casados. Además, el primer hijo del matrimonio, Hans Albert, dijo que "la colaboración científica de sus padres continuó en su matrimonio" y que "recuerda verlos trabajar juntos por la noche en la misma mesa."
No obstante, la mayoría de este debate sobre la contribución de Marić fue originada por cartas entre ellos dos, en los que Einstein se refiere a "nuestra" teoría o "nuestro" trabajo. Algunos académicos sostienen que estas cartas sugieren una colaboración entre los dos, al menos hasta 1901, cuando nació su primer hijo. Sin embargo, otros argumentan que no hay suficientes pruebas para apoyar la teoría de que Marić ayudó a Einstein a desarrollar sus ideas.  

## Honores

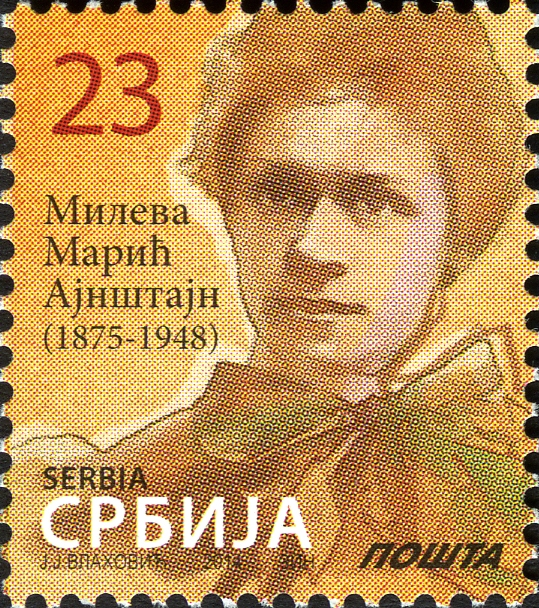
Sello serbio de Mileva Marić lanzado en 2014

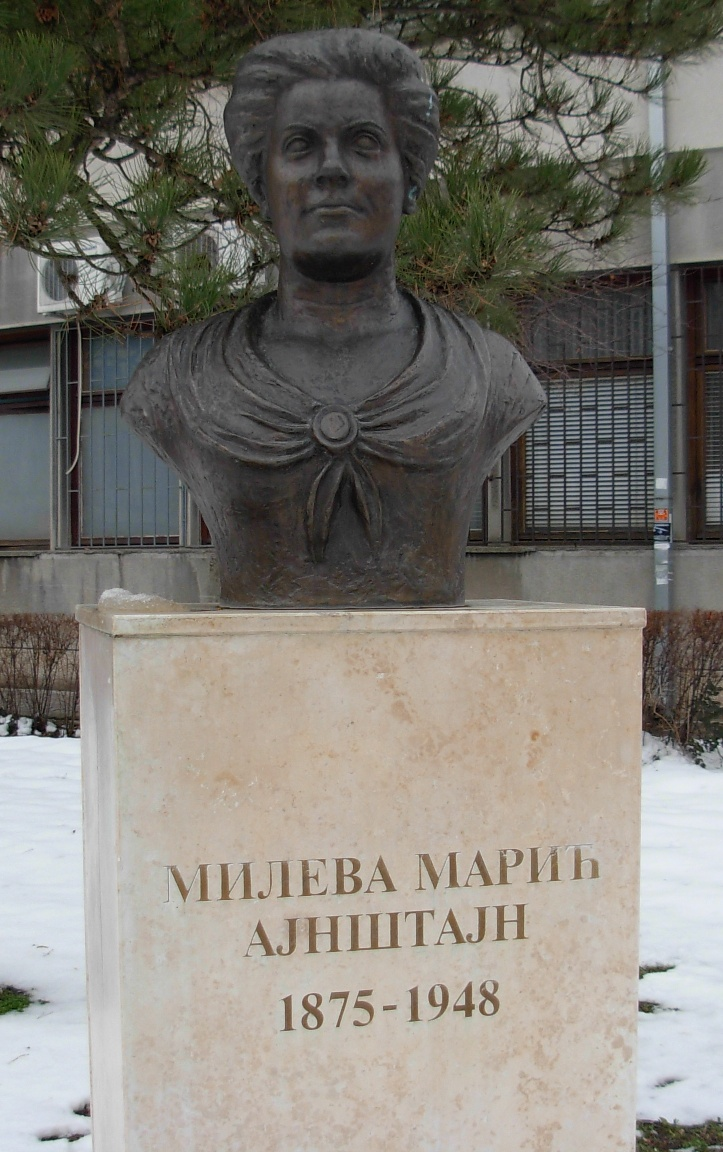
Busto de Mileva Marić-Ajnštajn en el campus universitario de la Universidad de Novi Sad

En 2005, Marić fue honorada en Zúrich por la Escuela Politécnica Federal de Zúrich y la Gesellschaft zu Fraumünster. Se instaló una placa conmemorativa en su antigua residencia en Zúrich, la casa Huttenstrasse 62, en su memoria.
En el mismo año, se colocó un busto en la ciudad de su escuela secundaria, Sremska Mitrovica. Otro busto se encuentra en el campus de la Universidad de Novi Sad. Un instituto en Titel, su lugar de nacimiento, lleva su nombre.
Sesenta años después de su muerte, se colocó una placa conmemorativa en la casa de la antigua clínica de Zúrich donde falleció. Y en junio de 2009 se le dedicó una lápida conmemorativa en el cementerio de Nordheim en Zúrich, donde descansa.
En 1995, Narodna knjiga en Belgrado publicó (en serbio) Mileva Marić Ajnštajn de Dragana Bukumirović, periodista de Politika. Tres años más tarde, en 1998, Vida Ognjenović produjo un drama, Mileva Ajnštajn, que fue traducido al inglés en 2002. Más tarde, Ognjenović adaptó la obra a un libreto para la ópera Mileva, compuesta por Aleksandra Vrebalov, que se estrenó en 2011 en el Teatro Nacional de Serbia en Novi Sad.
En 2014, la empresa pública de correo de Serbia lanzó un sello de Mileva Marić Einstein.

## En la cultura popular
- En su novela El otro Einstein (2016), Marie Benedict escribe un relato ficticio sobre la relación entre Mileva Marić y Albert Einstein.[23]
- En 2017, su vida fue representada en la primera temporada de la serie televisiva Genius, la cual se centra en la vida de Einstein. Su personaje fue interpretado por Samantha Colley y Sally Dexter.[24]
- Una representación ficticia de Mileva Marić (interpretada por Christina Jastrzembska) y su potencial contribución al trabajo de Einstein aparece en el primer episodio de la segunda temporada de la serie televisiva sobre superhéroes Leyendas del mañana.
- En 2019, la física y escritora Gabriella Greison solicitó la concesión póstuma de un título a Mileva Marić en la ETH Zurich. Después de cuatro meses de discusiones, la universidad le negó el título.[25]
- Mileva Marić es un personaje importante en la novela de ciencia ficción Caught, de la autora Margaret Peterson Haddix y publicada en 2012, la cual es parte de la saga "The Missing".